# Apolo CMLS

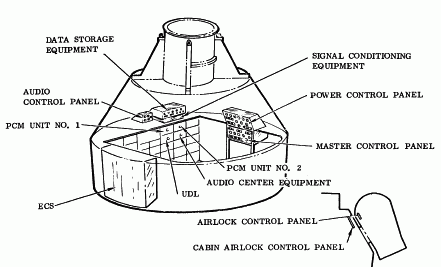
Apolo CMLS.

Apolo CMLS (CM Lunar Shelter, módulo de mando para refugio lunar) fue un concepto de 1966 desarrollado por la empresa North American para utilizar módulos lunares modificados de las cápsulas Apolo como refugios lunares. Las modificaciones consistirían en la eliminación del escudo térmico, el añadido de una célula de combustible, almacenamiento extra para los reaccionantes de la célula de combustible y los consumibles del sistema de soporte vital y tal vez algún tipo de esclusa. Comparado con la alternativa del refugio derivado del módulo lunar, el CMLS tendría un 36% más de volumen disponible: 8,7 m³ frente a 6,4 m³. Nunca llegaron a utilizarse.